# Camp de Keraterm
Le camp de Keraterm est un camp de concentration situé près de la ville de Prijedor en Bosnie-Herzégovine et mis en place par les serbes durant la guerre de Bosnie-Herzégovine entre 1992 et 1994. Le camp a été utilisé pour rassembler et confiner entre 1 000 et 1 500 civils Bosniaques et Croates de Bosnie,. Entre 150 et 190 Bosniaques avaient été tués lors du massacre commis dans la salle no 3 au camp Keraterm.

## Le camp
Le camp de Keraterm était situé sur le site d'une usine de céramique, juste à l'extérieur de la ville de Prijedor. Selon les rapports, les prisonniers étaient détenus dans quatre salles, autrefois utilisées comme entrepôts à l'usine de céramique. La population de prisonniers du camp de Keraterm était entièrement masculine. La plupart des hommes du camp auraient entre 15 et 60 ans. Cependant, à la mi-juillet 1992, environ 12 à 15 femmes Bosniaques ont été emmenées à Keraterm, violées et transportées au camp d'Omarska. Environ 85 % de tous les prisonniers étaient des Bosniaques, tandis qu'environ 15% étaient des Croates de Bosnie.
Selon l'acte d'accusation devant le ICTY, les détenus étaient, entre autres, soumis à des violences physiques, des humiliations constantes, des dégradations, des conditions inhumaines et à la peur de la mort. Les passages à tabac sévères étaient monnaie courante. Toutes sortes d'armes ont été utilisées pendant ces coups, y compris des matraques en bois, des tiges de métal, des battes de baseball, des longueurs de câbles industriels épais qui avaient des boules métalliques fixées à l'extrémité, des crosses de fusil et des couteaux. Des meurtres, des passages à tabac, des agressions sexuelles et d'autres actions cruelles et humiliantes ont été commis.

## Procès pour crimes de guerre
Les responsables de la république serbe de Bosnie, et les responsables de la gestion du camp ont depuis été condamnés pour génocide, crimes contre l'humanité et crimes de guerre. Duško Knežević a été reconnu coupable de l'infraction pénale de crimes contre l'humanité et l'a condamné à une peine d'emprisonnement de longue durée de 31 ans. Željko Mejakić a été reconnu coupable de l'infraction pénale de crimes contre l'humanité et l'a condamné à une peine d'emprisonnement de 21 ans. Duško Sikirica, commandant du camp de Keraterm, a plaidé coupable de crimes contre l'humanité et a été condamné à une peine de prison de quinze ans. Dušan Fuštar a été reconnu coupable d'avoir participé à une entreprise criminelle commune et l'a condamné à 9 ans d'emprisonnement pour « n'avoir pas exercé son autorité et empêché les crimes ». Predrag Banović qui a plaidé coupable à 25 chefs d'accusation et a été condamné à 8 ans de prison. Damir Došen a été condamné à 5 ans d'emprisonnement. Dragan Kolundžija a été condamné à 3 ans d'emprisonnement.